# Майсурадзе, Тамара Семёновна
Тамара Семёновна Майсурадзе (1912 год, село Чумлаки, Сигнахский уезд, Тифлисская губерния, Российская империя — неизвестно, село Чумлаки, Гурджаанский район, Грузинская ССР) — звеньевой колхоза имени Калинина Гурджаанского района, Грузинская ССР. Герой Социалистического Труда (1950). Депутат Верховного Совета Грузинской ССР 3-го созыва.

## Биография
Родилась в 1912 году в крестьянской семье в селе Чумлаки Сигнахского уезда. С раннего возраста трудилась в сельском хозяйстве. С 1935 года — рядовая колхозница колхоза имени Калинина Гурджаанского района с усадьбой в селе Чумлаки. В 1941 году назначена звеньевой виноградарей. За выдающиеся трудовые достижения по итогам 1948 года награждена Орденом Ленина.
В 1949 году звено под её руководством собрало в среднем с каждого гектара по 118,3 центнера винограда на участке площадью 3 гектара. Указом Президиума Верховного Совета СССР от 5 сентября 1949 года удостоена звания Героя Социалистического Труда за «получение высоких урожаев винограда в 1949 году» с вручением ордена Ленина и золотой медали «Серп и Молот» (№ 5647).
Этим же указом званием Героя Социалистического Труда были награждены председатель колхоза Владимир Захарьевич Осошвили, бригадир Давид Георгиевич Мамателашвили, звеньевые Иван Захарьевич Датуашвили, Иосиф Васильевич Датуашвили, Давид Васильевич Кутибашвили и Сергей Михайлович Мирвелашвили.
Избиралась депутатом Верховного Совета Грузинской ССР 3-го созыва (1951—1955).
После выхода на пенсию проживала в родном селе Чумлаки Гурджаанского района. С 1968 года — персональный пенсионер союзного значения. Дата смерти не установлена.
Награды
- Герой Социалистического Труда
- Орден Ленина — дважды (09.08.1949; 1950)